# 4-я армия (СССР)
4-я армия — оперативное общевойсковое формирование (объединение, армия) РККА и СА, Вооружённых Сил Союза ССР до, во время и после Великой Отечественной войны.

## Первое формирование

### История и боевой путь

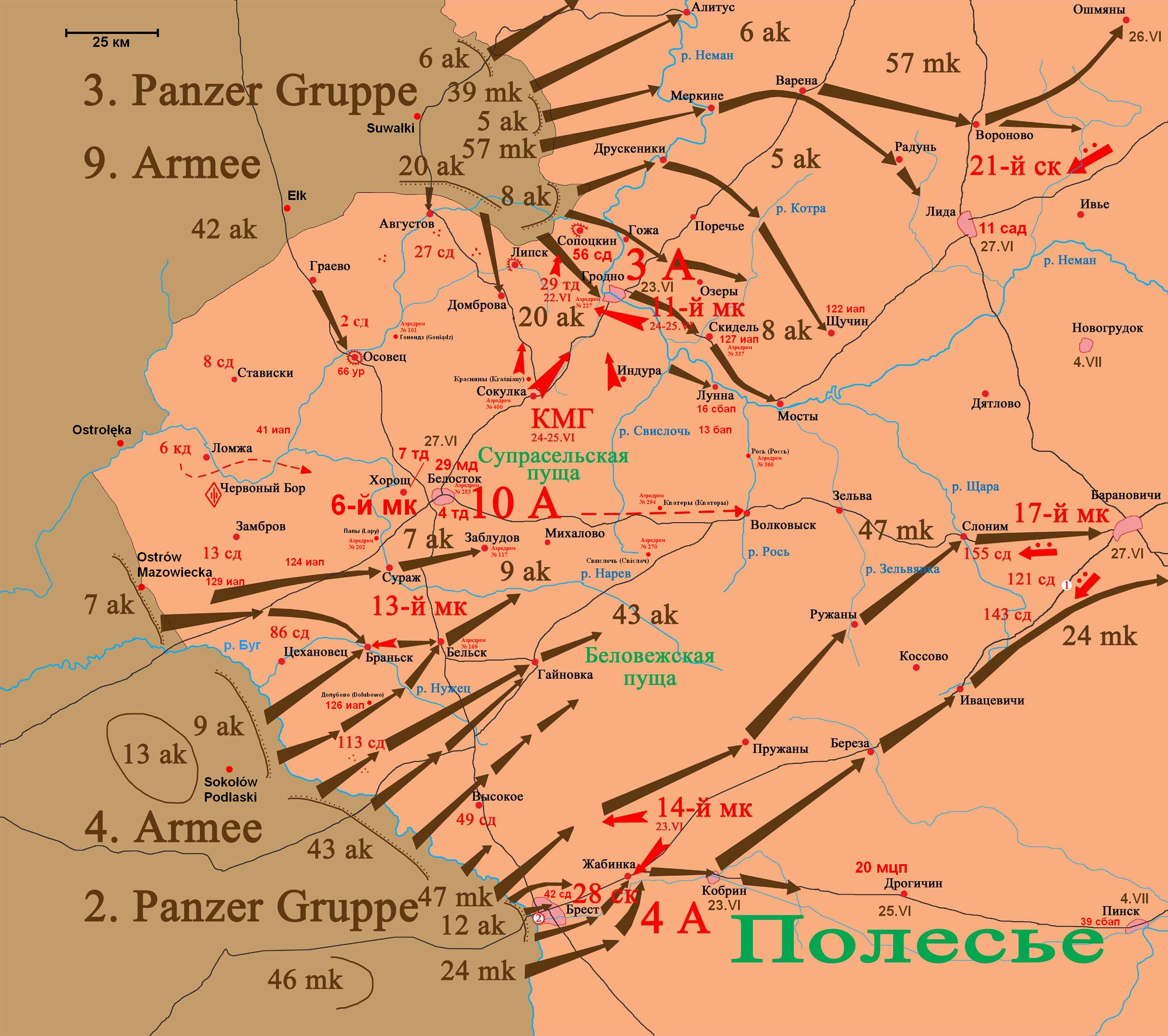
Окружение советских войск Западного фронта в Белостокском выступе, 22-27 июня 1941 года

Формирование развёрнуто 15 сентября 1939 года в Белорусском особом военном округе на базе Бобруйской армейской группы (командующий с марта по декабрь 1940 года В. И. Чуйков), участвовала в Польском походе.
К началу Великой Отечественной войны располагалась в районе Бреста, штаб-квартира — Кобрин. Согласно одному из вариантов Генерального штаба РККА по развертыванию войск в случае агрессии со стороны Германии и её сателлитов 4-я армия должна была содействовать Юго-Западному фронту в отражении агрессии, недопущении проникновения Германии на советскую территорию, а в дальнейшем нанесении поражения люблинско-сандомирской группировке противника с выходом в дальнейшем в верхнее течение р. Одер.

В период с 5 до 6 часов при поддержке артиллерии и под прикрытием авиации войска 2-я танковая армия (вермахт) и 4-й армии начали форсировать р. Западный Буг. Главный удар противник наносил на участке Янув-Подляски, Славатыче, т. е. почти во всей полосе армии, силами 47-го моторизованного, 12-го армейского и 24-го моторизованного корпусов.— Сандалов Л. М. Боевые действия войск 4-й армии в начальный период Великой Отечественной войны
С началом боевых действий в результате мощного удара 2-й танковой группы Г. Гудериана была отброшена к Кобрину.

Войска 4-й армии к исходу 22 июня 1941 года под ударами противника отошли от государственной границы на 25—30 км. Передовые части 18-й немецкой танковой дивизии прорвались в глубь нашей территории на пружанском направлении почти на 40 км.— Сандалов Л. М. Боевые действия войск 4-й армии в начальный период Великой Отечественной войны
Согласно Боевому распоряжению командующего войсками Западного фронта от 23 июня 1941 г. командующему войсками 4-й армии на оборону рубежа р. Ясельда и на наступление в направлении Пружаны силами 121-й стрелковой дивизии и 14-го механизированного корпуса решительно атаковать противника от Ружаны в общем направлении на Пружаны..
23 июня силами 14-го мехкорпуса армия нанесла контрудар, но инициатива осталась у противника, который продолжил наступление.
23 июня 1941 года командный пункт штаба 4-й армии находился в Смолярке (примерно в 59 км северо-восточнее Кобрина) и имел периодическую связь со штабом фронта по телеграфу, а со штабами корпусов только делегатами. Все радиостанции и значительная часть автомашин штаба при переходе на этот командный пункт были уничтожены немецкой авиацией.
Части армии, преследуемые противником, отступали по расходящимся направлениям: на Барановичи и на Слуцк, Бобруйск. Армии были подчинены 55-я и 155-я стрелковые дивизии, затем сводный отряд 47-го стрелкового корпуса, но остановить продвижение немецких войск не удавалось: 26 июня противник занял Слуцк, 28 июня — Бобруйск.
Согласно Оперативной сводке штаба Западного фронта № 9 к 20 часам 28 июня 1941 г. о боевых действиях войск фронта 4-я армия, отойдя за р. Березина, организовала противотанковую оборону по восточному берегу последней, привлекая для этого, кроме частей, входящих в состав армии, части Бобруйского гарнизона. Всего в составе 47-го стрелкового корпуса — второй эшелон[4] 121-й стрелковой дивизии — 1000 человек, автотракторное училище — 500 человек, отдельный саперный батальон[5] — 365 человек и 462-й корпусной артиллерийский полк.
Противник с утра 28.6.41 г, начал артиллерийскую подготовку (до трех дивизионов большой мощности при непрерывном воздействии на обороняющихся бомбардировочной авиации). В 14 часов противник пытался форсировать р. Березина в 20 км южнее Бобруйск.
По заявке начальника штаба 4-й армии авиация фронта бомбардировала артиллерию и живую силу противника.
В 17 часов 20 минут, по донесению начальника штаба 47-го стрелкового корпуса, на аэродроме Бобруйск появились самолеты и танки противника.
Штаб армии — Рогачев ..
30 июня 1941 года при попытке пересечь шоссе Барановичи-Минск управление 10-й армии было уничтожено, вышедшие из окружения остатки войск были обращены на доукомплектование 4-й армии.
2 июля 1941 года 4-я армия была передана в оперативное подчинение 21-й армии, сосредотачивавшейся в районе Гомеля, затем выведена во второй эшелон фронта. 8 июля генерал-майор А. А. Коробков был отстранён от командования, исполняющим обязанности командующего армией стал начальник её штаба полковник Л. М. Сандалов.
В результате нового немецкого наступления, начатого 10 июля, противник уже 12 июля прорвался к оборонительным позициям по р. Проня 4-й армии, не закончившей своё доукомплектование.
11 июля назначен новый командующий армией (вместо арестованного А. А. Коробкова) — генерал-майор К. К. Рокоссовский, прибывший в штаб Западного фронта 17 июля, но в связи с ухудшением обстановки в районе Смоленска оставлен организовывать оборону в районе Ярцево. Армией продолжал командовать начальник её штаба полковник Л. М. Сандалов.
15 июля немецкие войска взяли Пропойск, а 4-я армия заняла оборону по р. Сож до Кричева. Попытки вернуть Пропойск продолжались до конца июля. 24 июля армия была расформирована, на основе её управления был сформирован Центральный фронт.

### Командование
Командующие
- комкор, с 4.06.1940 генерал-лейтенант Чуйков, Василий Иванович — (15 сентября 1939 — 22 декабря 1939, 05.1940-03.12.1940)[7]
- генерал-майор Коробков, Александр Андреевич — (17 января — 30 июня 1941)[8][9]
- полковник Сандалов, Леонид Михайлович — (30 июня — 23 июля 1941)

Члены Военного Совета
- дивизионный комиссар Шлыков, Фёдор Иванович — (17 сентября 1939 — 25 июля 1941)

Начальник штаба
- полковник Сандалов, Леонид Михайлович — (8 августа 1940 — 23 июля 1941)

### Состав на 22 июня 1941 года
В состав армии входили:
- 28-й стрелковый корпус (генерал-майор В. С. Попов)
  - 6-я стрелковая дивизия (полковник М. А. Попсуй-Шапко)
  - 42-я стрелковая дивизия (генерал-майор И. С. Лазаренко)
  - два корпусных (пушечных) артиллерийских полка:
    - 131-й пушечный артиллерийский полк (майор Б. С. Губанов)
    - 447-й пушечный артиллерийский полк (полковник А. А. Маврин)
- 14-й механизированный корпус (генерал-майор С. И. Оборин)
  - 22-я танковая дивизия (генерал-майор В. П. Пуганов[11] )
  - 30-я танковая дивизия (СССР) (полковник С. И. Богданов)
  - 205-я моторизованная дивизия (полковник Ф. Ф. Кудюров)
  - 20-й мотоциклетный полк
- 49-я стрелковая дивизия (полковник К. Ф. Васильев)
- 75-я стрелковая дивизия (генерал-майор С. И. Недвигин)
- 62-й Брестский укреплённый район (генерал-майор М. И. Пузырёв)
- 455-й корпусной артиллерийский полк
- 462-й корпусной артиллерийский полк
- 120-й гаубичный артиллерийский полк большой мощности Резерва Главного Командования (полковник Н. И. Лопуховский)
- 12-й отдельный зенитный артиллерийский дивизион
- ряд отдельных частей

4-й армии была придана 10-я смешанная авиационная дивизия (полковник Н. Г. Белов): 248 боевых самолётов (из них 19 неисправных).

### Состав на 10 июля 1941 года
- 28-й стрелковый корпус (генерал-майор В. С. Попов)
  - 6-я стрелковая дивизия (полковник М. А. Попсуй-Шапко)
  - 42-я стрелковая дивизия (полковник Н. Е. Козырь)
  - 55-я стрелковая дивизия (1-го формирования) (полковник Г. А. Тер-Гаспарян)
  - 143-я стрелковая дивизия (полковник Г. А. Курносов)
- 47-й стрелковый корпус (генерал-майор С. И. Поветкин)
  - 121-я стрелковая дивизия (генерал-майор П. М. Зыков)
  - 155-я стрелковая дивизия (генерал-майор П. А. Александров)

## Второе формирование

### История и боевой путь
Вновь сформирована в конце сентября 1941 года с непосредственным подчинением Ставке ВГК. В первой половине октября 1941 года армия была развёрнута на правом берегу р. Волхов в 12 км восточнее Чудово и затем участвовала в Тихвинских оборонительной и наступательной операциях (с 17 декабря в составе вновь созданного Волховского фронта). 
В последующем до ноября 1943 года (с 23 апреля по 9 июня 1942 года в составе Ленинградского фронта) вела бои по удержанию занимаемых рубежей на реке Волхов и плацдарма на её левом берегу. 
Расформирована в ноябре 1943 года.

### Командование
Командующие
- Яковлев, Всеволод Фёдорович, генерал-лейтенант (26.09.1941 — 09.11.1941)
- Мерецков, Кирилл Афанасьевич, генерал армии (09.11.1941 — 16.12.1941)
- Иванов, Пётр Алексеевич, генерал-майор (16.12.1941 — 03.02.1942)
- Ляпин, Пётр Иванович, генерал-майор (03.02.1942 — 25.06.1942)
- Гусев, Николай Иванович, генерал-майор, с 25.09.1943 генерал-лейтенант (26.06.1942 — 30.10.1943)

Начальники штаба
- Ляпин, Пётр Иванович, генерал-майор (26.09.1941 — 16.12.1941)
- Алфёров, Иван Прокопьевич, полковник (16.12.1941 — 27.12.1941)
- Виноградов, Павел Семёнович, полковник (27.12.1941 — 23.03.1942)
- Алфёров, Иван Прокопьевич, полковник (23.03.1942 — 09.04.1942)
- Рождественский, Борис Александрович, полковник с 27.01.1943 генерал-майор (09.04.1942 — 08.11.1943)

Члены Военного совета
- Пронин, Алексей Михайлович, дивизионный комиссар (26.09.1941 — 02.11.1941)
- Зеленков, Марк Никанорович, дивизионный комиссар (09.11.1941 — 13.12.1941)
- Зуев, Иван Васильевич, дивизионный комиссар (13.12.1942 — 01.03.1942)
- Бобров Александр Фёдорович полковой комиссар (01.05.1942 - 17.10.1942),
- Пантас, Карп Лукич, дивизионный комиссар, с 06.12.1942 генерал-майор (17.10.1942 — 10.11.1943)
- Грачёв, Леонид Павлович, полковой комиссар (14.01.1942 - 29.04.1942)
- Бодров Александр Григорьевич, полковник (25.05.1942 - 05.12.1942),
- Мартынов Георгий Михайлович, полковник (05.12.1942 - 17.11.1943).

### Состав на 1 октября 1941 года
- 32-я стрелковая дивизия
- 285-я стрелковая дивизия
- 292-я стрелковая дивизия
- 311-я стрелковая дивизия
- 27-я кавалерийская дивизия
- 9-я танковая бригада
- 119-й отдельный танковый батальон
- 883-й артиллерийский полк РВГК
- 2-я резервная авиационная группа
- 1-й отдельный военно-дорожный батальон
- 2-й отдельный военно-дорожный батальон
- 3-й отдельный военно-дорожный батальон

## Третье формирование

### История
Сформирована в январе 1944 года в составе Закавказского фронта для объединения советских войск в Иране. В состав армии вошли войска, расположенные в Иране и ранее подчинявшиеся Закавказскому фронту и Среднеазиатскому военному округу.

### Командование
Командующий
- генерал-лейтенант Советников, Иван Герасимович (15.01.1944 — 9.05.1945)

Начальники штаба
- генерал-лейтенант Ярмошкевич, Павел Сергеевич (15.01.1944 — 08.02.1945)
- полковник Чернышёв, Сергей Васильевич (08.02.1945 — 28.05.1954)

Члены Военного совета
- полковник, с 2 марта 1944 - генерал-майор Руссов, Александр Георгиевич (15.01.1944 — 09.05.1945),
- полковник Лучко Филипп Павлович (15.01.1944 - 31.03.1944),
- комиссар госбезопасности Атакишиев Ага Салим Ибрагим оглы (15.01.1944 - 09.05.1945).

### Состав на 1 февраля 1945 года
- 58-й стрелковый корпус
  - 68-я горно-стрелковая дивизия
  - 75-я стрелковая дивизия
  - 89-я стрелковая бригада
  - 90-я стрелковая бригада (1943 года формирования)
- 15-й кавалерийский корпус (1942 года формирования)
  - 1-я кавалерийская дивизия (1941 года формирования)
  - 23-я кавалерийская дивизия (1941 года формирования)
  - 39-я кавалерийская дивизия (1941 года формирования)
  - 1595-й истребительно-противотанковый артиллерийский полк
  - 15-й отдельный истребительно-противотанковый дивизион
  - 17-й минометный дивизион
- 28-я зенитная батарея
- 492-й штурмовой авиационный полк
- 167-й истребительный авиационный полк

## После войны

### История
В 1945—1946 годах войска армии были выведены из Ирана в СССР и переданы в состав Бакинского военного округа. Со времени упразднения в 1946 году 4-я армия входила в состав Закавказского военного округа. Управление армии дислоцировалось в Баку. В 1980-е годы армия имела в своём составе четыре, а на вторую половину 1991 года — три мотострелковые дивизии: 23-ю гвардейскую Бранденбургскую, 60-ю и 295-ю Херсонскую. 75-я мотострелковая дивизия (организационно входившая в 4-ю армию ещё с довоенных времён под изначальным наименованием 75-я стрелковая дивизия), в 80-е годы дислоцировавшаяся в г. Нахичевань (однако два мотострелковых полка из её состава были расположены по периметру прикрываемого участка границы СССР в г. Джульфа и с. Кивраг), в связи с событиями в Нагорном Карабахе была передана в состав войск КГБ.
В 1980-е годы соединения армии, в том числе дислоцированные в приграничной к Ирану зоне (Ленкорани, Нахичевани), не были полностью развёрнутыми по личному составу дивизиями.

### Командование армией
- Командующие армией
- Советников, Иван Герасимович, генерал-лейтенант (09.05.1945 — 25.12.1945).
- Лучинский, Александр Александрович, генерал-полковник (25.12.1945 — 19.02.1947).
- Манагаров, Иван Мефодьевич, генерал-полковник (19.02.1947 — 1.04.1949).
- Плиев, Исса Александрович, генерал-полковник (1.04.1949 — 27.06.1955).
- Бобрук, Сергей Антонович, генерал-майор, с августа 1955 генерал-лейтенант (27.06.1955 — 31.12.1957)
- Провалов, Константин Иванович, генерал-лейтенант (28.01.1958 — 3.06.1959)
- Луговцев, Михаил Васильевич, генерал-майор танковых войск, с мая 1960 генерал-лейтенант танковых войск (3.06.1959 — 25.02.1961)
- Андрущенко, Анатолий Демидович, генерал-майор, с мая 1961 генерал-лейтенант танковых войск (25.02.1961 — 4.12.1964)
- Третьяк, Иван Моисеевич, генерал-майор, с июня 1965 генерал-лейтенант (4.12.1964 — 21.09.1967)
- Болибрух, Андрей Власович, генерал-майор, с февраля 1968 генерал-лейтенант (22.09.1967 — 19.01.1973)
- Язов, Дмитрий Тимофеевич, генерал-лейтенант (19.01.1973 — 20.05.1974)
- Кирилюк, Василий Константинович, генерал-майор, с мая 1975 генерал-лейтенант (20.05.1974 — ноябрь 1978)
- Ковтунов, Александр Васильевич, генерал-лейтенант (декабрь 1978 — июнь 1981)
- Самсонов, Виктор Николаевич, генерал-майор, с октября 1986 генерал-лейтенант (май 1985 — май 1987)
- Шаповалов, Анатолий Александрович, генерал-лейтенант (май 1987 — февраль 1989)
- Соколов, Владимир Сергеевич, генерал-лейтенант (февраль 1989 — декабрь 1991)
- Попов, Николай Глебович, генерал-майор (декабрь 1991 — август 1992)

- Заместители командующего армией
- Стариков, Иван Моисеевич, генерал-майор ( 1959 —  1960) (Зам по боевой подготовке)
- С 1992 года  Петров, Николай Алексеевич генерал-майор.

### Состав на конец 1980-х гг.
- Штаб армии — Баку
- 23-я гвардейская мотострелковая Бранденбургская ордена Ленина, Краснознамённая, ордена Суворова дивизия (г. Гянджа)

86 танков (61 Т-72, 25 Т-54), 147 БМП (47 БМП-2, 86 БМП-1, 14 БРМ-1К), 54 БТР (48 БТР-70, 6 БТР-60), 74 Д-30, 4 миномёта ПМ-38, 14 РСЗО Град;
- 60-я мотострелковая дивизия имени Маршала Советского Союза Ф. И. Толбухина (г. Ленкорань)

159 танков (124 Т-72, 12 Т-55, 23 Т-54), 126 БМП (40 БМП-2, 74 БМП-1, 12 БРМ-1К), 131 БТР (125 МТ-ЛБ, 1 БТР-80, 5 БТР-70), 12 2С1, 60 Д-30, 12 ПМ-38, 12 РСЗО Град;
- 75-я мотострелковая дивизия (г. Нахичевань) — передана в августе 1990 года в состав Пограничных войск КГБ. 23 сентября 1991 г. на основании директивы ГШ от 28 августа 1991 года № 314/3/042Ш возвращена Министерству обороны;
- 295-я мотострелковая Херсонская ордена Ленина, Краснознамённая, ордена Суворова дивизия (г. Баку)

139 танков (124 Т-72, 1 Т-62, 11 Т-55, 3 Т-54), 157 БМП (51 БМП-2, 88 БМП-1, 16 БРМ-1К), 160 БТР (143 БТР-70, 17 БТР-60), 74 Д-30, 15 ПМ-38, 12 РСЗО Град;
- 49-я мотострелковая дивизия кадра (г. Баку)
- 136-я ракетная Свирская ордена Богдана Хмельницкого бригада (Пирекешкюль) (Р-17)
- 117-я зенитная ракетная бригада (Баку)
- 215-й артиллерийский полк (Кобу) (24 2А36, 36 Д-20, 54 МТ-ЛБТ)
- 941-й реактивный артиллерийский полк (кадрированный) (пгт Кобу) (36 БМ-21 «Град»)
- 714-й отдельный разведывательный артиллерийский дивизион (Баку)
- 381-я отдельная вертолётная эскадрилья (Нахичевань) (13 Ми-24, 4 Ми-8)
- 121-я отдельная смешанная авиационная эскадрилья (д. Кызылагадж) (5 Ми-8, 1 Ми-6)
- 97-й отдельный инженерно-сапёрный батальон (Агдам)
- 95-й отдельный полк связи (Баку)
- 162-й отдельный батальон РЭБ (Баку)
- 82-й отдельный радиотехнический полк (Баку)
- 59-й отдельный радиотехнический батальон ПВО (Баку)
- 1974-й отдельный батальон тропосферной связи (радиолейно-кабельный) (Баку)
- 463-й отдельный батальон химической защиты (Степанакерт)
- 111-й отдельный ремонтно-восстановительный батальон (Баку)
- 640-й отдельный ремонтно-восстановительный батальон (г. Гянджа)
- 1-й отдельный понтонно-мостовой батальон
- 52-й узел связи (Баку)